# 리카르다 후흐

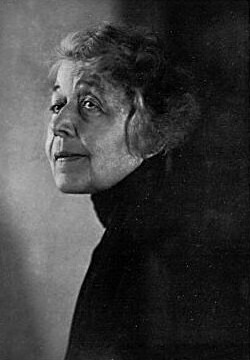
리카르다 후흐

리카르다 후흐(Ricarda Huch, 1864년 7월 18일 ~ 1947년 11월 17일)는 독일의 소설가·문화사가·여류 서정시인이다.
쇼펜하우어, 바그너, 니체, 부르크하르트 등을 애독하고 시에서는 마이어, 소설에서는 켈러, 괴테에게 모범을 구하였다.
시·극·단편소설의 대부분은 30세경에 저술되었고, 중기 이후는 시적 사실주의에 바탕을 둔 장편소설로부터 점차 역사적 저작으로 이행하였다.
거상 일가의 몰락사를 묘사한 <동생 루돌프 우르슬로이의 추억>(1893), 이탈리아 빈민가에서 취재한 <개선의 거리>(1903)는 장편 걸작이다. <연애시집>(1922)은 사촌오빠와의 비련을 노래한 것이다. <낭만주의의 개화기>(1899), <낭만주의의 보급과 쇠퇴>(1902)는 독일 낭만파 연구에 관한 명저이다. 그 밖에 <독일대전> 3권(1912-14), <루터의 신앙>(1916) 등이 있다.